# SpaceX Axiom Space-2
Axiom Space-2 (AX-2 ou Ax-2) est une mission spatiale habitée du vaisseau Crew Dragon de la société américaine SpaceX vers la Station spatiale internationale (ISS), opérée par SpaceX pour le compte d'Axiom Space et lancée le 21 mai 2023.

## Équipage
L'équipage comporte quatre astronautes américains et saoudiens. En mai 2021, les participations de Peggy Whitson et John Shoffner ont été confirmées par Axiom Space. Les deux autres astronautes saoudiens, un pilote de chasse et une chercheuse biomédicale ont été annoncés en février 2023.
- Commandant : Peggy Whitson (4),  États-Unis
- Pilote : John Shoffner (1),  États-Unis
- Spécialiste de mission 1 : Ali Al-Qarni (1),  Arabie saoudite
- Spécialiste de mission 2 : Rayyanah Barnawi (1),  Arabie saoudite

Le chiffre entre parenthèses indique le nombre de vols spatiaux effectués par l'astronaute, Axiom Space-2 inclus.

### Équipage de réserve
- Commandant : Michael López-Alegría (5),  États-Unis
- Pilote : Walter Villadei (0),  Italie
- Spécialiste de mission : Ali Al-Ghamdi (0),  Arabie saoudite
- Spécialiste de mission : Mariam Fardous (0),  Arabie saoudite

Le chiffre entre parenthèses indique le nombre de vols spatiaux effectués par l'astronaute, SpaceX Axiom Space-2 non inclus.

## Mission
La mission est confirmée pour une période entre l'automne 2022 et la fin du printemps 2023 par la NASA en décembre 2021.
Elle est lancée le 21 mai 2023 depuis le pas de tir LC-39A du Centre spatial Kennedy, par le Crew Dragon Freedom. Ce dernier s'amarre à la Station spatiale internationale le lendemain.